# Харук Олександр та Харук Сергій
Брати-близнюки Олександр Григорович та Сергій Григорович Харуки (нар. 30 січня 1960, Київ) — українські художники. Працюють у декількох видах мистецтва: дизайн монет/банкнот, поштових марок; медальєрне мистецтво; екслібрис, книжкова ілюстрація, графічний дизайн, станкова графіка, живопис.
Члени київської Спілки художників Книги.

## Освіта
- Київський художньо-промисловий технікум (з відзнакою), 1980.
- Київський поліграфічний інститут ім. Івана Федорова (з відзнакою), 1991.
- Навчання у Швейцарії на фірмі «De LA Rue giori SA» (дизайн банкнот), 1994.
- Навчання у Швейцарії на фірмі «De LA Rue giori SA» (дизайн банкнот), 1998[1].

## Професійна діяльність
- Банкнотно-монетний двір Національного банку України (дизайн банкнот), 1993—2002.
- Банкнотно-монетний двір Національного банку України (дизайн монет), 2002—2019.
- «Укрпошта» — дизайн поштових марок України, 1992—2019.
- «Видавничий дім „Ін Юре“» (юридична література), 2004—2016.

### Банкноти
У 2003 році уряд України вирішив радикально змінити дизайн українських грошових знаків, порушивши питання випуску нового ряду українських банкнот (банкноти третього покоління). Над новим дизайном працювали брати Харуки (разом з Володимиром Тараном). Брати Харуки є авторами загальної концепції, розробниками дизайну і виконавцями нового ряду банкнот (третього покоління) Національного банку України (2, 5, 10, 20, 50, 100 гривень). У 2004 році за цю творчу працю художники нагороджені Почесною грамотою Верховної Ради України «За особливі заслуги перед Українським народом» (№ 429, 19 квітня 2004).

### Монети
Ще у 1996 році організували мистецьку групу «АРТТРІУМ» разом з художником Володимиром Тараном. Творчим колективом групи «АРТТРІУМ» (з 1996 року по сьогодення) створено близько 350 пам'ятних та колекційних монет для Національного банку України.

### Поштові марки
Для «Укрпошти» створено близько 100 поштових марок, блоків, конвертів першого дня, маркових аркушів (1992—2019).

## Нагороди
- Почесна грамота Верховної Ради України «За особливі заслуги перед Українським народом» (2004)
- Почесна відзнака Вищої ради юстиції «За значний особистий внесок у розбудову правової держави, високий професіоналізм» (2012)

2020 року Центральне правління Всеукраїнського товариства «Просвіта» звернулося до Комітету з Національної премії імені Тараса Шевченка з поданням про присудження Шевченківської премії в номінації «Візуальне мистецтво» мистецькій групі «Арттріум» у складі Володимира Тарана, Олександра Харука, Сергія Харука за цикли пам'ятних та ювілейних монет незалежної України, присвячених подіям Української революції 1917—1921 років, наданню Томосу про автокефалію Православної церкви України, а також із серії «Фауна в пам'ятках культури України» тощо.

### Конкурси

#### Японія
Міжнародний конкурс монетного дизайну
- 2004 Монетний Двір Японії, монета «Природа України. Рись», 1 премія «Most Excellent Work»[6]
- 2006 Монетний Двір Японії[7], монета «Українські традиції. Свят-вечір», премія «Fine Work»
- 2008 Монетний Двір Японії, монета «1000-річчя монетного карбування в Києві», 1 премія «Most Excellent Work»[8]
- 2011 Монетний Двір Японії, монета «Чемпіонат Європи з футболу», премія «Fine Work»[9]
- 2012 Міністерство фінансів та Монетний Двір Японії, пам'ятна нагорода. Міжнародний конкурс дизайну монет[10] («Землетрус в Японії, 2011. Проект реконструкції»)[11]

#### Італія
XVIII салон нумізматики
- 2009 «Міжнародна премія Віченца Палладіо» / «Premio Internazionale Vicenza Palladio», монета «Ластівчине гніздо», 1 премія[13]

#### Україна
Національний конкурс «Краща монета року України»
- 2007 «Краща монета року України»[14], «Чумацький шлях», аверс
- 2008 «Краща монета року України»[15], «Ластівчине гніздо», аверс
- 2009 «Краща монета року України»[16], За твором М. В. Гоголя «Вечори на хуторі біля Диканьки»
- 2010 «Краща монета року України»[17], «Зимненський Святогірський Успенський монастир»
- 2010 «Краща монета року України»[17], «Козацький човен»
- 2011 «Краща монета року України»[18], «1000-річчя заснування Софійського собору»[19][20]
- 2011 «Краща монета року України»[18], «20 років незалежності України»[19][21]
- 2011 «Краща монета року України»[18], "За твором Лесі Українки «Лісова пісня»[19][22], аверс
- 2012 «Краща монета року України»[23], «Українська лірична пісня»[24]
- 2012 «Краща монета року України»[23], «УЄФА. Євро 2012. Україна-Польща»[24]
- 2013 «Краща монета року України»[25], «Українська вишиванка»
- 2014 «Краща монета року України»[26], «200-річчя від дня народження Т. Г. Шевченка»
- 2014 «Краща монета року України»[26], «70 років визволення України»
- 2015 «Краща монета року України»[27], «Київський князь Володимир Великий»
- 2015 «Краща монета року України»[27], «Богдан Хмельницький»
- 2016 «Краща монета року України»[28], «Щедрик» (100-річчя першого виконання)
- 2016 «Краща монета року України»[28], «Україна починається з тебе» (волонтери)
- 2017 «Краща монета року України»[29], «Колесо життя»
- 2017 «Краща монета року України»[29], «До 100-річчя подій Української революції 1917—1921 років»
- 2017 «Краща монета року України»[30], «Косівський розпис»
- 2018 «Краща монета року України», колекційний набір монет «До 100-річчя Національної академії наук України»: «Ера миру», «Ера змін», «Ера технологій», «Людина, час, простір»

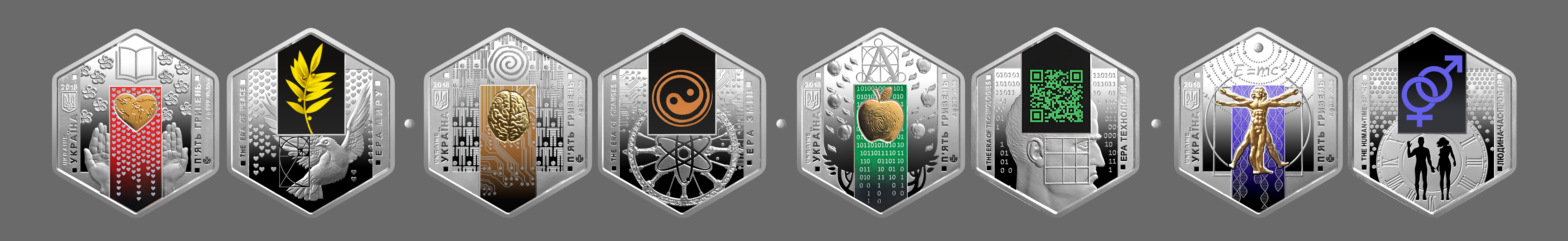
Колекційний набір монет: «Ера миру», «Ера змін», «Ера технологій», «Людина, час, простір» авторства групи «Арттріум»

#### Санкт-Петербург
Міжнародний конкурс дизайну монет «Монетное Созвездие»
- 2007 «Нестор-літописець», номінація «Золота монета року»[32]
- 2008 «Чиста вода — джерело життя», номінація[33]
- 2008 «Острозька Біблія», номінація «Золота монета року»[34]
- 2008 «Чумацький шлях»[35], номінація «Срібна монета року»[36]
- 2010 «Вечори на хуторі біля Диканьки»[37], номінація «Монета року»[38]
- 2011 «Рік Тигра», номінація «Сувенірна монета»[39]
- 2011 «Острів Хортиця на Дніпрі — колиска українського козацтва», номінація «Монета року»[40]
- 2013 «УЄФА. Євро 2012. Україна-Польща»[41], номінація «Приз глядацьких симпатій»[42]
- 2014 «900 років Повісті минулих літ»[43], номінація «Унікальне ідейне рішення»[44]

## Роботи

### Монети

#### Серія «Видатні особистості України»
- 2011 «За твором Лесі Українки „Лісова пісня“»
- 2015 «Богдан Хмельницький»
- 2016 «Богдан Ступка»
- 2017 «Михайло Петренко»
- 2017 «Йосиф Сліпий»
- 2018 «Валентин Глушко»
- 2018 «Любомир Гузар»
- 2018 «Леонід Жаботинський»
- 2018 «Олександр Шалімов»
- 2018 «Олексій Коломійченко»
- 2019 «Іван Труш»
- 2019 «Пантелеймон Куліш»
- 2019 «Панас Саксаганський»
- 2021 «До 150-річчя від дня народження Лесі Українки»

#### Серія «Фауна в пам'ятках культури України»
- 2016 «Павич»
- 2016 «Вовк»
- 2016 «Олень»
- 2017 «Тур»
- 2017 «Лев»
- 2017 «Змія»
- 2018 «Дельфін»
- 2018 «Вепр»
- 2019 «Кінь»
- 2019 Баран»

#### Серія «Княжа Україна»
- 1998 «Кий»
- 1998 «Данило Галицький»
- 1999 «Аскольд»
- 2000 «Ольга»
- 2000 «Володимир Великий»
- 2001 «Ярослав Мудрий»
- 2002 «Святослав»
- 2002 «Володимир Мономах»

### Поштові марки
- 2008 «200-річчя від дня народження Миколи Гоголя (1809—1852)». Зчіпка з двох марок «Тарас Бульба», «Микола Гоголь».
- 2008 «Михайлівський золотоверхий монастир. 900 років»[45], блок.
- 2008 «Україна — Швеція на перехрестях історії». Марковий блок «Українсько-шведські воєнно-політичні союзи XVII—XVIII ст.».
- 2008 Поштові марки за програмою[46]
- 2018 «Спільний випуск Україна-Молдова. Церковні дзвони». Поштовий блок з двох марок: «Дзвін „Мазепа“. 1705», «Дзвін. 1838».
- 2019 «Вишгородська ікона Божої Матері», марковий аркуш.